# Legea Independenței Republicii Trinidad și Tobago
Legea Independența Republicii Trinidad și Tobago din 1962 a fost o lege a Parlamentului Regatului Unit care a acordat independența Republicii Trinidad și Tobago începând cu 31 august 1962. Legea prevedea și acordarea unei noi Constituții a Trinidad și Tobago care urma să intre în vigoare la momentul independenței.
Ca urmare a legii adoptate, Trinidad și Tobago a devenit o țară independentă din Indiile de Vest, obținând independența față de Regatul Unit.

## Context
Proiectul de lege a fost prezentat pentru prima dată în Camera Comunelor a Regatului Unit ca Legea Independenței Trinidad și Tobago la 4 iulie 1962, de către secretarul de stat pentru colonii, Reginald Maudling. Aceasta a fost adoptată în Camera Comunelor după o a treia lectură, la 6 iulie 1962, fără a exista amendamente. Legea a intrat în Camera Lorzilor la 9 iulie 1962 și a fost citită de George Petty-Fitzmaurice, ministrul de stat pentru afaceri coloniale la 16 iulie 1962. Legea a fost adoptată în Camera Lorzilor la 26 iulie 1962 fără amendamente.
Proiectul de lege a primit acordul regal la 1 august 1962, de la regina Elisabeta a II-a și a fost publicat în The London Gazette la 3 august 1962.